# Dolmen del Molló
Le dolmen del Molló est un dolmen situé à Mosset, dans le département français des Pyrénées-Orientales.

## Historique
Le dolmen a été signalé pour la première fois en 2005. Le toponyme Molló désignerait un tas de pierre intentionnel faisant office de borne.

## Description
Le dolmen est du type simple (sans couloir) et de petite taille, de forme légèrement trapézoïdale avec une entrée orientée plein sud dans le sens de la pente naturelle du terrain. Il a été réutilisé comme abri de berger. Le dolmen est recouvert d'une table de couverture massive (1,75 m de long sur 1,20 m de large et épaisse de 0,40 m au maximum) en granite, disproportionnée par rapport à la taille de la chambre. Le poids de la dalle de couverture a contribué à l'affaissement partiel de l'orthostate (1,10 m de long sur 0,70 m de hauteur et 0,150 m d'épaisseur moyenne) situé côté ouest. Une petite dalle de chevet (0,60 m de long), un second orthostate (0,95 m de long sur 0,90 m de large et 0,20 m d'épaisseur en moyenne) côté est et une petite dalle de seuil (0,725 m de long sur 0,15 m de hauteur) rétrécissant l'entrée complètent l'ensemble.